# Geely Emgrand
Se conoce con el nombre de Geely Emgrand a una serie de automóviles fabricados por la automotriz china Geely. Se trata de una serie de vehículos que inicialmente fueron presentados bajo la marca Emgrand, fundada por Geely en el año 2009 y que a partir de 2014 pasaron a llevar el nombre de la marca matriz, tras la decisión de esta última de unificar su producción con vistas a su expansión hacia otros mercados.
La gama de modelos de la línea "Geely Emgrand" está compuesta por el Emgrand 7 (sedán mediano), el Emgrand GL (sedán de lujo), el Emgrand RS (crossover hatchback) y el Emgrand GS (crossover hatchback). Al mismo tiempo, otros modelos de Geely son ofrecidos como "Geely Emgrand" en diferentes mercados, como el caso del SUV Geely Boyue (Geely Emgrand X7 Sport en Sudamérica) o el sedán lujoso Geely Borui (Geely Emgrand GT en Rusia). 

## Historia de la marca Emgrand
La marca Emgrand fue fundada por la automotriz Geely en abril del año 2009 y se dio a conocer públicamente en el Salón del Automóvil de Shanghái de ese año, siendo presentada junto a otras dos nuevas marcas creadas por Geely: Englon y Gleagle.
La producción de los primeros modelos Emgrand EC7 para su venta al por menor se completó en julio de 2009 en la planta de Geely en Ningbo, Zhejiang. Este modelo salió a la venta en China a mediados de agosto de 2009, siendo presentado como el modelo de lanzamiento de la marca Emgrand. Se trataba de un sedán de cuatro puertas del segmento C, de 4.63 metros de largo y equipado con un motor Otto de 4 cilindros lineales, 1.8 litros y 16 válvulas, acoplado a una caja manual de 5 velocidades. El segundo modelo presentado, fue el Emgrand EC8, un sedán de 4 puertas equipado con motores Otto de 4 cilindros lineales y cilindradas de 2.0 y 2.4 litros. Este modelo, debutó en el Beijing Auto Show del año 2010 siendo presentado como Emgrand EC825. La aparición del EC8 significó el debut de Geely en el segmento D y en el mercado de vehículos familiares grandes. La gama de modelos se completaba con la aparición del Emgrand EC7-RV, que no era otra cosa más que la versión hatchback del EC7, y el Emgrand EX7 Sport, un SUV del segmento D.
En diciembre de 2011, Geely anunció el desembarco de Emgrand en el Reino Unido, previendo su llegada para fines del año 2012 y llevando al EC7 como modelo de presentación. La representación y distribución de los vehículos Emgrand, iba a estar a cargo de la firma Manganese Bronze Holdings, que iba a comercializar sus vehículos bajo la marca Geely Auto UK.
Finalmente, la marca Emgrand fue disuelta y su gama de productos fue unificada bajo la marca Geely. Como consecuencia de esto, la imagen corporativa de Geely también cambió, adoptando para sí el logotipo original de Emgrand pero modificando los blasones de color rojo por otros de color azul, siendo este último el color identificativo de Geely.

## Modelos producidos
Tras la disolución de Emgrand como marca de coches, el término fue reutilizado por Geely para identificar a su nueva línea de modelos de lujo, los cuales no eran otra cosa que algunos de los modelos que fueran producidos bajo la insignia de Emgrand. Dependiendo de los diferentes mercados, la nueva línea Emgrand presenta diferentes modelos, algunos de los cuales son modelos propios de Geely que son ofrecidos en otros mercados como "Geely Emgrand". La siguiente tabla, muestra los diferentes modelos ofrecidos como "Geely Emgrand" y su origen dentro del Grupo Geely.
| Modelo                 | Modelo Original | Período       | Observaciones                                           |
| ---------------------- | --------------- | ------------- | ------------------------------------------------------- |
| Geely Emgrand 7        | Emgrand EC7     | 2009-presente | Modelo del segmento C                                   |
| Geely Emgrand GL       | -               | 2016-presente | Modelo del segmento D                                   |
| Geely Emgrand GT       | Geely Borui     | 2015-presente | Modelo del segmento D Denominación para el mercado ruso |
| Geely Emgrand GS       | -               | 2016-presente | Crossover Derivado del Emgrand GL                       |
| Geely Emgrand RS       | Emgrand EC7-RV  | 2016-presente | Crossover Derivado del Emgrand 7                        |
| Geely Emgrand X7 Sport | Geely Boyue     | 2016-presente | SUV del segmento C Denominación para Sudamérica         |

Un modelo que fue fabricado por la marca Emgrand fue el EC8, un sedán categorizado en el segmento D cuya producción cesó tras la disolución de Emgrand como marca de coches. Este modelo fue sucedido en la gama Geely por el Geely Borui, el cual sin embargo originalmente no forma parte de la gama Emgrand, a pesar de ser ofrecido en Rusia como Geely Emgrand GT.